# Edward G. Robinson
Edward G. Robinson   (Bucarest, 12 de desembre de 1893 - Hollywood, 26 de gener de 1973) fou un actor de teatre i cinema estatunidenc, d'origen romanès.
Nascut a una família jueva a Bucarest amb el nom d'Emanuel Goldenberg, emigrava amb la seva família a Nova York el 1903. Després dels estudis obtingué una beca per entrar a l'Acadèmia Americana d'Arts Dramàtiques, on convertia el seu nom en Edward G. Robinson.

## Carrera
Començava la seva carrera com a suplent el 1913 i feia el seu debut de Broadway el 1915. Va començar la seva carrera com a actor al Yiddish Theatre District. El seu debut al cinema fou en un paper molt menor el 1916; el 1923 debutava com E. G. Robinson a The Bright Shawl. Feia només tres pel·lícules abans de 1930, any en què començà a tenir èxit i interpretava catorze pel·lícules en els següents dos anys. Es casà amb l'actriu Gladys Lloyd el 1927 i tingueren un fill, Manny Robinson (1933-1974).
Una sensacional actuació com el gàngster Rico Bandello a Little Caesar (1931) el conduïa a ser l'estereotip d'home dur que interpretà al llarg dels primers anys de la seva carrera en obres com Five Star Final (1931), Smart Money (1931), l'únic film amb James Cagney), Tiger Shark (1932), Kid Galahad (1937) amb Bette Davis i Humphrey Bogart, i A Slight Case of Murder (1938). Durant els anys 1940, després d'una bona actuació a Dr. Ehrlich's Magic Bullet (1940), el seu paper s'expandia a drames psicològics afilats incloent-hi Double Indemnity (1944), The Woman in the Window (1945) i Perversitat (1945); però continuava acceptant papers de gàngsters com el de Johnny Rocco al clàssic Cayo Largo de John Huston (1948), l'última de les cinc pel·lícules que feia amb Humphrey Bogart, i l'únic en el qual l'actor principal era Bogart (encara que el seu nom es llistava a la dreta de Bogart però una mica més alt tant als cartells com a la pel·lícula mateixa).
Robinson tenia una col·lecció d'art molt significativa que el 1956 s'hagué de vendre per necessitat per sufragar el seu acord de divorci amb Gladys Lloyd. Aquell mateix any retornava a Broadway amb Middle of the Night.
En el moment en què Cecil B. DeMille decideix treballar amb ell arriben els seus papers més notables: Milionari d'il·lusions (1959) al costat de Frank Sinatra i The Cincinnati Kid (1965), amb Steve McQueen.
Robinson va arribar a ser enormement popular els anys 1930 i 40 amb una carrera de més de 90 pel·lícules que abracen 50 anys. La seva última escena era una seqüència de suïcidi en el clàssic de culte de ciència-ficció Soylent Green (1973).
Robinson mai va ser nominat a l'Oscar, però el 1973 se li atorgava un Oscar honorífic. Moria del càncer a l'edat de 79 anys dos mesos abans de la cerimònia de lliurament. Va aconseguir, però, el 1949 el Premi a la interpretació masculina al festival de Cannes per House of Strangers de Joseph L. Mankiewicz. Ocupa el número 24 de la llista de l'American Film Institute de les 25 estrelles masculines més grans del cinema clàssic americà.

## Activisme polític
Durant les dècades de 1930 i 1940, va criticar públicament obertament el feixisme i el nazisme, que van anar creixent en força a Europa durant els anys que van portar a la Segona Guerra Mundial. El seu activisme va incloure la contribució de més de 250.000 dòlars a més de 850 organitzacions implicades en l'ajuda de la guerra, juntament amb contribucions a grups culturals, educatius i religiosos. Durant la dècada de 1950, va ser cridat a declarar davant del House Un-American Activities Committee durant l'època de la Por Roja, però va ser exempt de qualsevol implicació comunista deliberada quan va afirmar que va ser "enganyat" per diverses persones a qui va nomenar, incloent-hi el guionista Dalton Trumbo, segons l'informe oficial del Congrés, "Communist infiltration of the Hollywood motion-picture industry". Com a resultat d'haver estat investigat, es va trobar a la Llista negra de Hollywood, però va poder trobar feina en estudis de cinema menors coneguts com a Poverty Row.

## Filmografia
- Arms and the Woman (1916)
- The Bright Shawl (1923)
- The Hole in the Wall (1929)
- Warner Bros. Jubilee Dinner (1930) (curt)
- Night Ride (1930)
- A Lady to Love (1930)
- Outside the Law (1930)
- East Is West (1930)
- The Widow from Chicago (1930)
- How I Play Golf by Bobby Jones No. 10: Trouble Shots (1931) (curt)
- Little Caesar (1931)
- The Slippery Pearls (1931) (curt)
- Smart Money (1931)
- Five Star Final (1931)
- The Hatchet Man (1932)
- Two Seconds (1932)
- Tiger Shark (1932)
- Silver Dollar (1932)
- The Little Giant (1933)
- I Loved a Woman (1933)
- Dark Hazard (1934)
- The Man with Two Faces (1934)
- The Whole Town's Talking (1935)
- Barbary Coast (1935)
- Bullets or Ballots (1936)
- Thunder in the City (1937)
- Kid Galahad (1937)
- The Last Gangster (1937)
- A Slight Case of Murder (1938)
- The Amazing Dr. Clitterhouse (1938)
- I Am the Law (1938)
- Verdensberomtheder i Kobenhavn (1939) (documental)
- A Day at Santa Anita (1939) (curt)
- Confessions of a Nazi Spy (1939)
- Blackmail (1939)
- Dr. Ehrlich's Magic Bullet (1940)
- Brother Orchid (1940)
- A Dispatch from Reuters (1940)
- The Sea Wolf (1941)
- Manpower (1941)
- Polo with the Stars (1941) (curt)
- Unholy Partners (1941)
- Larceny, Inc. (1942)
- Tales of Manhattan (1942)
- Moscow Strikes Back (1942) (documental) (narrador)
- Magic Bullets (1943) (curt) (narrador)
- Destroyer (1943)
- Flesh and Fantasy (1943)
- Tampico (1944)
- Mr. Winkle Goes to War (1944)
- Double Indemnity (The Woman in the Window) (1944)
- La dona del quadre (1945)
- Our Vines Have Tender Grapes (1945)
- Perversitat (Scarlet Street) (1945)
- American Creed (1946) (curt)
- Journey Together (1946)
- El desconegut (The Stranger) (1946)
- The Red House (1947)
- All My Sons (1948)
- Cayo Largo (Key Largo) (1948)
- Night Has a Thousand Eyes (1948)
- House of Strangers (1949)
- It's a Great Feeling (1949) (cameo)
- Operation X (1950)
- Actors and Sin (1952)
- Vice Squad (1953)
- Big Leaguer (1953)
- The Glass Web (1953)
- Black Tuesday (1954)
- Hell on Frisco Bay (1955)
- Homes violents (The Violent Men) (1955)
- Tight Spot (1955)
- A Bullet for Joey (1955)
- Illegal (1955)
- Nightmare (1956)
- Els Deu Manaments (The Ten Commandments) (1956)
- The Heart of Show Business (1957) (curt) (narrador)
- Milionari d'il·lusions (A Hole in the Head) (1959)
- Seven Thieves (1960)
- Pepe (1960) (cameo)
- La meva dolça geisha (My Geisha) (1962)
- Dues setmanes en una altra ciutat (wo Weeks in Another Town) (1962)
- Sammy va cap al sud (A Boy Ten Feet Tall) (1963)
- El premi (The Prize) (1963)
- Robin and the 7 Hoods (1964) (cameo)
- Presta'm el teu marit (Good Neighbor Sam) (1964)
- El gran combat (Cheyenne Autumn) (1964)
- The Outrage (1964)
- El rei del joc (The Cincinnati Kid) (1965)
- All About People (1967) (curt) (narrador)
- Grand Slam (1967)
- The Blonde from Peking (1967)
- Operation St. Peter's (1967)
- The Biggest Bundle of Them All (1968)
- Never a Dull Moment (1968)
- It's Your Move (1969)
- L'or d'en Mackenna (Mackenna’s Gold) (1969)
- Song of Norway (1970)
- Mooch Goes to Hollywood (1971) (cameo)
- Neither by Day Nor by Night (1972)
- Soylent Green (1973)